# 华信证券
上海华信证券有限责任公司，简称上海华信证券、华信证券，是一家注册于上海市的全国性综合类证券公司，前身为2002年12月设立的华欧国际证券有限责任公司；2009年12月更名为财富里昂证券有限责任公司；2014年8月上海华信国际集团全资收购财富里昂证券，并更名为上海华信证券有限责任公司。

## 华欧国际证券
2000年9月，湘财证券于上海金茂大厦拜会里昂證券，商讨成立一家合资证券公司的可能性。11月，双方签订简单的备忘录，并设立排他性条款承诺不再与其他公司商谈合作事宜。2001年初，双方基本达成协议，合同和公司章程在内的文件起草完毕。2001年2月8日，湘财证券董事长陈学荣和里昂证券主席顾家利在北京钓鱼台国宾馆签署了合资协议；并于8月，正式将申请材料递交中国证监会。
2002年7月1日，《外资参股设立证券公司规则》正式生效，湘财与里昂随即成为首组上报的公司。同年12月18日，由中国证监会正式批准里昂证券与湘财证券设立华欧国际证券有限责任公司（英語：China Euro Securities Limited），是中国加入世界贸易组织后批准的第一家中外合资证券公司，其资本金5亿元人民币，里昂和湘财各占33.3%和66.7%的股权。依照当时法规，华欧国际证券仅可承销A股、B股、国债和企业债，和进行B股的交易，不能进行A股的交易，是第一家获此资格的合资券商。
2003年4月10日，华欧国际证券成立。4月25日，中国总理温家宝和法国总理让-皮埃尔·拉法兰出席在人民大会堂举行的公司运营协议签字仪式。
2005年，湘财证券陷入亏损。2006年6月，湘财证券将持有的华欧国际证券66.67%股权转让给湖南华菱钢铁集团有限公司，2007年2月，后者又将该部分股权转让给财富证券。3月，公司住所由“上海市浦东新区陆家嘴环路958号华能联合大厦1层”迁至“上海市浦东新区福山路500号城建国际中心15层”。
2007年8月30日，中国证券业协会将华欧国际证券评为从事相关创新活动证券公司，华欧国际成为第一家也是唯一一家入选创新类资格的合资证券公司，也是停止相关评审前最后一批入选该类资格的公司。2008年6月14日，华欧国际成为合资券商新政下的首家“扩牌”案例，业务范围由从前的投行业务扩大至经纪和投资咨询业务，并收购财富证券上海仙霞路证券营业部。华欧国际还参加了首例股权分置改革试点项目（三一重工）、首例H股公司以吸收合并方式回归A股市场项目（潍柴动力）、第一只无担保公司债券顺利发行（中联重科）等多个中国资本市场发展的里程碑。

## 财富里昂证券
2009年10月9日，证监会核准华欧国际证券变更公司章程重要条款，经上海市工商行政管理局变更注册登记，华欧国际证券有限责任公司名称正式变更为财富里昂证券有限责任公司（英語：Fortune CLSA Securities Limited）。2010年3月22日，证监会核准财富里昂变更业务范围，减少证券自营（政府债券、公司债券）业务，并将业务范围中的“证券承销与保荐”变更为“证券（限股票、上市公司发行的公司债券）承销与保荐”，将业务范围中的“证券经纪（限定长江三角洲区域）”变更为“证券经纪（限长江三角洲地区，温州除外）”。2012年5月，财富里昂证券正式获得咨询经纪双牌照。
在2010年的IPO高峰期，财富里昂仅承销了三单；2011年至2012年，没有一个股权融资项目；2013年也仅分别承销一个配股和定向增发项目。2013年，财富里昂才成功扭亏为盈，实现营业收入1.38亿元，净利润910.87万元；而同年其控股股东财富证券出现4857万元的亏损。
2013年7月，经过3年的谈判和接触，中信证券全资收购了里昂证券，里昂证券更名中信里昂证券，并成为中信证券全资拥有的海外子公司，不再需要财富里昂证券作为合资平台。且受“一参一控”的政策要求，即“一家机构或者受同一实际控制人控制的多家机构参股证券公司的数量不得超过两家，其中控股证券公司的数量不得超过一家”，中信证券亦不能长期持有。
2014年3月21日，湖南省联合产权交易所挂出“财富里昂证券100%股权转让”公告。出让方为财富证券和中信里昂证券资本市场有限公司，两家公司持有股份比例分别为66.67%和33.33%，整体估值10.34亿元。8月22日，当时上海第二大民营企业华信能源出资10.34亿元接盘财富里昂证券全部股权，成为其全资股东，并正式更名为上海华信证券有限责任公司。至此，历经11年历史的中法合资券商正式成为中资民营券商。

## 处罚及撤销资格
2017年11月，华信证券担任联席主承销商的泰达控股“17 泰达债”募集说明书未披露对天津滨海快速交通发展有限公司和天津建泰房地产开发有限公司的担保事项，涉及金额分别为65.63亿元和7亿元，合计73.63亿元，因未认真履行主承销商应尽的勤勉义务，遭到中国证监会天津监管局出具警示函处罚。
2018年，在中国证监会公布的证券公司分类结果中，华信证券被评为所有券商评级中实际获得的最低级别D级。并于2019年，打破纪录连续两年获评D类券商。
2019年11月15日，因违法将自有资金为股东上海华信国际集团有限公司融资；以购买和租赁房产名义向股东关联方划款；以证券资产管理客户的资产为股东提供融资；净资本等风险控制指标已不符合持续经营证券业务的规定，且逾期未能改正，严重损害客户合法权益，危及公司稳健运行，证监会撤销华信证券的全部业务许可。对上海华信董事长兼华信证券董事李勇、华信证券总裁陈灿辉做出行政处罚和分别5年、3年市场禁入决定，以及对华信证券财务总监陈新华行政处罚。并交由托管相关业务。公司交由行政清理组进行行政清理工作；清理期间，由国泰君安对其证券经纪等涉及客户的业务进行托管。行政清理工作完成后，华信证券剩余资产、负债依法纳入华信集团统一处置。12月，正在申请新设的甬兴证券接盘处于行政清算中的华信证券资产。
2020年11月13日，上海证券交易所和深圳证券交易所终止华信证券会员资格，并接纳甬兴证券成为会员。